# Недзьведзиця (Нижньосілезьке воєводство)
Недзьведзиця (пол. Niedźwiedzica, нім. Bärsdorf) — село в Польщі, у гміні Валім Валбжиського повіту Нижньосілезького воєводства.
Населення — 233 особи (2011).
У 1975-1998 роках село належало до Валбжиського воєводства.

## Демографія
Демографічна структура станом на 31 березня 2011 року:
|          | Загалом | Допрацездатний вік | Працездатний вік | Постпрацездатний вік |
| -------- | ------- | ------------------ | ---------------- | -------------------- |
| Чоловіки | 118     | 23                 | 88               | 7                    |
| Жінки    | 115     | 28                 | 69               | 18                   |
| Разом    | 233     | 51                 | 157              | 25                   |